# Mig (motorfiets)
Mig is een Chinees motorfietsmerk dat vooral Honda's in licentie bouwde. Hoewel het later vooral om lichte machientjes voor woon-werkverkeer ging, werd in de jaren zeventig ook de Honda CB 500 Four nagemaakt. Verder leverde Mig ook scooters en bromfietsen.